# Лексикографический поиск в ширину
Лексикографический поиск в ширину (англ. lexicographic breadth-first search, LBFS or Lex-BFS) — алгоритм упорядочивания вершин графа. Алгоритм отличается от алгоритма поиска в ширину и дает более упорядоченную[неизвестный термин] последовательность вершин графа.
Алгоритм лексикографического поиска в ширину основан на идее  разбиения на подмножества и впервые был разработан Роузом, Тарьяном и Люкером (1976). Более детальный обзор темы был представлен Корнейлом (2004). Лексикографический поиск в ширину используется как часть в других графических алгоритмах, например, распознавание  хордальных графов,  раскраска полностью расщепляемых графов.

Пример работы алгоритма.

## Описание алгоритма
Для работы алгоритма необходимо задать вершину графа, с которой начинается обход. Описание алгоритма выглядит следующим образом:
- Инициализировать последовательность множеств вершин Σ состоящую из одного множества содержащего все вершины графа.
- Инициализировать пустую выходную последовательность вершин.
- Пока Σ непустое:
  - Из первого множества в Σ взять вершину v и удалить ее из множества.
  - Если первое множество в Σ стало пустым удалить его из Σ .
  - Добавить v в конец выходной последовательности вершин.
  - Для каждого ребра v-w:
    - Определить множество S в Σ которое содержит w.
    - Если множество S еще не разделялось при обработке v, создать новое пустое множество T и поместить его перед S в Σ.
    - Переместить вершину w из S в T и, если S стало пустым удалить его из Σ.

Каждая вершина обрабатывается один раз, каждое ребро тестируется только при обработке его двух вершин, и (в предположении, что обработка операций в последовательности множеств Σ занимает конечное время) каждая итерация внутреннего цикла занимает конечное время. Значит, также как и для алгоритмов  поиска в глубину и  поиска в ширину временная сложность алгоритма является линейной и составляет {\displaystyle O(\vert V\vert +\vert E\vert )}.
Алгоритм называется лексикографическим поиском в ширину потому, что получаемый порядок похож на результат алгоритма  поиска в ширину, но дополнительно строки и столбцы матрицы смежности сортируются в лексикографическом порядке.

## Применение
Алгоритм лексикографического поиска в ширину используется для распознавания  хордальных графов,  раскраски вполне сепарабельных графов.
Для распознавания единичных интервальных и интервальных графов используются многомаховые алгоритмы (алгоритм лексикографического поиска в ширину с вариациями применяется несколько раз).